# Anthony Fasano
Anthony Joseph Fasano (* 20. April 1984 in Verona, New Jersey) ist ein ehemaliger US-amerikanischer American-Football-Spieler auf der Position des Tight Ends. Er spielte für die Dallas Cowboys, die Miami Dolphins, die Kansas City Chiefs sowie die Tennessee Titans in der National Football League (NFL).

## College
Fasano studierte an der University of Notre Dame, für deren Team, die Fighting Irish, er erfolgreich College Football spielte. Er erhielt Jahr für Jahr mehr Spielzeit und konnte letztlich insgesamt 1.112 Yards erlaufen und acht Touchdowns erzielen.

## NFL

### Dallas Cowboys
Er wurde beim NFL Draft 2013 in der 2. Runde als insgesamt 53. Spieler von den Dallas Cowboys ausgewählt, obwohl die Mannschaft mit Jason Witten auf der Position des Tight Ends bereits hervorragend besetzt war. Da die Cowboys Spielzüge mit zwei Tight Ends forcierten, kam er bereits in seiner Rookie-Saison in allen Partien zum Einsatz; fünfmal lief er gar als Starter auf.
Während der Saison 2007 bekam das Team einen neuen Offensive Coordinator und ein neues System, in dem für Fasano kein Platz mehr war.

### Miami Dolphins
Nach einer Operation an der Schulter im Januar 2008, wurde er im April für den Linebacker Akin Ayodele und dem Draft-Recht der 4. Runde, an die Miami Dolphins abgegeben. Er spielte insgesamt fünf Saisons lang für die Dolphins und konnte dabei 23 Touchdowns erzielen.

### Kansas City Chiefs
Im März 2013 wechselte er zu den Kansas City Chiefs. Seine Zeit bei diesem Team war von zahlreichen Verletzungen geprägt. Er wurde schließlich von Travis Kelce ersetzt.

### Tennessee Titans
Am 13. März 2015 unterschrieb er bei den Tennessee Titans einen Zweijahresvertrag. Auch dieses Team spielt gerne mit zwei Tight Ends gleichzeitig, so kommt er oft gemeinsam mit Delanie Walker zum Einsatz.

### Rückkehr zu den Miami Dolphins
Im März 2017 unterschrieb er einen Vertrag bei den Miami Dolphins.